# Elaeocarpus corallococcus
Elaeocarpus corallococcus là một loài thực vật có hoa trong họ Côm. Loài này được Tirel mô tả khoa học đầu tiên năm 1985.